# An Idyl of Hawaii
An Idyl of Hawaii è un cortometraggio muto del 1912. Il nome del regista non viene riportato nei credit del film.

## Produzione
Il film fu prodotto dalla Flying A (American Film Manufacturing Company).

## Distribuzione
Distribuito dalla Film Supply Company, il film - un cortometraggio in una bobina - uscì nelle sale cinematografiche USA il 23 novembre 1912. Con il titolo An Idyll of Hawaii, fu distribuito il 18 gennaio 1913 anche nel Regno Unito.